# تراسته‌وره
تراسته‌وِره (ایتالیایی: Trastevere؛ ‏تلفظ ایتالیایی: [traˈste:vere]) یک منطقهٔ مسکونی و بخش ۱۳ از ناحیهٔ ۱ شهرداری رم در ایتالیا است.
دانشگاه آمریکایی رم و دانشکدهٔ معماری مؤسسه پرت و دانشگاه جان کابوت در این بخش از شهر واقع شده‌است.